# Richard Klemens von Metternich
Richard Klemens, 3. fyrste af Metternich-Winneburg (født 7. januar 1829 i Wien, død 1. marts 1895 samme sted) var en østrigsk diplomat.

## Diplomat
I 1855 blev Richard von Metternich legationssekretær ved den østrigske ambassade i Paris. I 1856 blev han Østrigs ambassadør i Kongeriget Sachsen.
Fra 14. november 1859 til 13. december 1871 var Richard Metternich Østrig-Ungarns ambassadør i Frankrig.  Richard Metternich og hustruen Pauline von Metternich spillede en betydelig rolle i selskabslivet i Paris. Blandt andet derigennem opnåede de en vis indflydelse på Napoleon 3.s hof.

## Politiker
I 1861 fik Richard Metternich tildelt en arvelig plads i det østrigske rigsråds overhus (Herrenhaus). Efter hans død i 1895 blev pladsen i parlamentet overtaget af hans yngre halvbroder (fyrste Paul Clemens Lothar von Metternich-Winneburg (1834–1906)). Efter Paul von Metternich's død i 1906 indtrådte sønnen fyrste Klemens Wenzel von Metternich-Winneburg (1869–1930) i overhuset.

## Familie
Richard von Metternich var søn af den østrigske statsmand, statskansler og udenrigsminister Klemens von Metternich (1773–1859). Fyrste Klemens von Metternich var en dominerede skikkelse i europæisk politik fra 1809 til 1848.
Richard von Metternich giftede sig med sin halvniece (prinsesse) Pauline von Metternich (1836–1921). Pauline var datter af den ungarske greve Móric (Moritz) Sándor de Szlavnicza  og Richard Metternich's halvsøster prinsesse Leontine Adelheid Maria Pauline von Metternich-Winneburg (1811–1861) .
Richard og Pauline fik tre døtre:
- Sophie, prinsesse af Metternich-Winneburg (også kendt som Sophie af Metternich-Sándor) (1857–1941).
- Antoinette Pascalina, grevinde Metternich Sándor af Winneburg (1862–1890).
- Klementina Marie, grevinde Metternich Sándor af Winneburg (1870–1963).

### Metternich-Sándor
I 1926 adopterede Klementina Marie Metternich-Sándor af Winneburg en dattersøn af sin søster Sophie af Metternich-Sándor (Franz-Albrecht Metternich-Sándor (1920–2009)). Franz-Albrecht og hans efterkommere bruger efternavnet Metternich-Sándor.
1. ↑  Navnet er anført på engelsk og stammer fra Wikidata hvor navnet endnu ikke findes på dansk.